# Coelotes izenaensis
Coelotes izenaensis là một loài nhện trong họ Amaurobiidae.
Loài này thuộc chi Coelotes. Coelotes izenaensis được miêu tả năm 2000 bởi Shimojana.